# Fornace (costellazione)
La Fornace (in latino Fornax) è una costellazione meridionale introdotta da Nicolas Louis de Lacaille con il nome di Fornax Chemica (Fornace Chimica). È oggi una delle 88 costellazioni moderne, e il suo nome è stato abbreviato.

## Caratteristiche

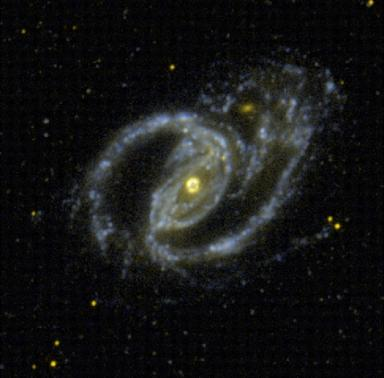
NGC 1097, una delle galassie più brillanti della costellazione.

La Fornace è una piccola e relativamente oscura costellazione situata alle medie declinazioni australi; non contiene stelle luminose, dato che il suo astro più brillante, α Fornacis, è solo di magnitudine 3,8, così come non vi sono stelle luminose nelle vicinanze appartenenti ad altre costellazioni. In aggiunta a questa vi sono alcune stelle di quarta e quinta grandezza. La costellazione si individua entro un'ansa della lunga sequenza di stelle di quarta magnitudine che delineano la parte centrale della costellazione di Eridano e per essere scorta occorre un cielo buio e possibilmente senza Luna. Entro i confini della Fornace sono state scoperte numerose galassie, anche molto remote.
Il periodo più propizio per la sua osservazione nel cielo serale ricade fra i mesi di novembre e marzo; dall'emisfero nord si presenta relativamente bassa sull'orizzonte sud alle medie latitudini, in quella parte di cielo autunnale che dalle città appare completamente priva di stelle. Nonostante la sua declinazione australe, è comunque osservabile per intero fino alle latitudini temperate più settentrionali. Nell'emisfero australe è invece osservabile mediamente molto alta nel cielo e le sue galassie costituiscono un buon campo di osservazione per gli astrofili.

### Stelle principali
- α Fornacis è una nana bianco-gialla di magnitudine 3,80, distante soli 46 anni luce.
- β Fornacis è una gigante gialla di magnitudine 4,45, distante 169 anni luce.
- ν Fornacis è una gigante blu variabile con una magnitudine media pari a 4,68, distante 361 anni luce.

### Stelle doppie
Le stelle doppie visibili nella costellazione della Fornace sono in genere poco luminose e con una separazione piuttosto ridotta.
- ω Fornacis è una delle più larghe; la primaria ha una magnitudine di 4,9 ed è pertanto ben visibile anche ad occhio nudo, mentre la secondaria è di settima grandezza. Per separarle occorrono telescopi di media potenza.

| Principali stelle doppie |                                          |                                          |             |             |                                 |        |
| Nome                     | Coordinate equatoriali all'epoca J2000.0 | Coordinate equatoriali all'epoca J2000.0 | Magnitudine | Magnitudine | Separazione (in secondi d'arco) | Colore |
| Nome                     | AR                                       | Dec                                      | A           | B           | Separazione (in secondi d'arco) | Colore |
| ω Fornacis               | 02h 33m 51s                              | -28° 13′ 56″                             | 4,90        | 7,83        | 10,9                            | b + b  |
| HD 17627                 | 02h 48m 38s                              | -37° 24′ 04″                             | 7,0         | 8,2         | 5,4                             | b + g  |
| α Fornacis               | 03h 12m 04s                              | -28° 59′ 21″                             | 3,95        | 6,47        | 4,7                             | g + g  |

### Stelle variabili
Le stelle variabili della costellazione sono molto deboli e in numero esiguo.
La più importante in termini di variazione è la R Fornacis, una Mireide che oscilla fra la settima e la tredicesima magnitudine con un periodo di oltre un anno.
| Principali stelle variabili |                                          |                                          |             |             |                  |         |
| Nome                        | Coordinate equatoriali all'epoca J2000.0 | Coordinate equatoriali all'epoca J2000.0 | Magnitudine | Magnitudine | Periodo (giorni) | Tipo    |
| Nome                        | AR                                       | Dec                                      | Max.        | Min.        | Periodo (giorni) | Tipo    |
| R Fornacis                  | 02h 29m 15s                              | -26° 05′ 56″                             | 7,5         | 13,0        | 388,73           | Mireide |
| TZ Fornacis                 | 03h 14m 40s                              | -35° 33′ 28″                             | 6,84        | 7,05        | -                | Eclisse |

## Oggetti del profondo cielo

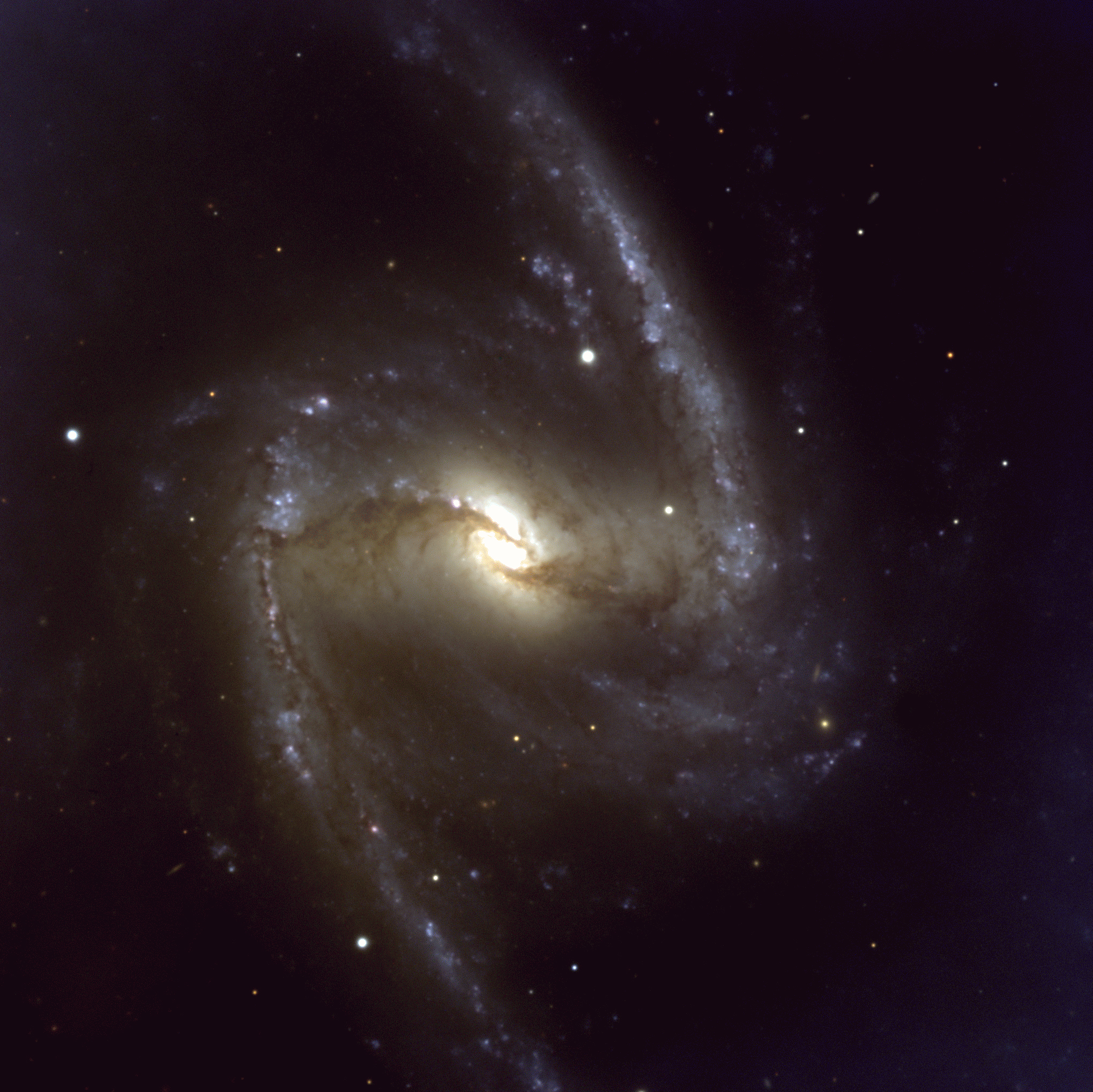
NGC 1365, una delle spirali barrate più famose.

La parte orientale della Fornace contiene un grande ammasso di galassie, l'Ammasso della Fornace, che contiene un gran numero di galassie brillanti.
La più celebre in assoluto della costellazione è NGC 1365, una delle galassie a spirale barrata più famose e fotografate del cielo, grazie alla sua forma molto regolare e ai suoi bracci molto luminosi; più essere osservata anche con un piccolo telescopio, in cui si mostra però come una macchia chiara allungata. Nelle fotografie mostra molto bene la sua struttura.
Un'altra galassia molto brillante è NGC 1097, posta al centro della costellazione; è anch'essa una spirale barrata, con uno dei due bracci fortemente distorto. Può essere osservata con facilità con un piccolo strumento.
NGC 1316 si trova sul bordo sudorientale della costellazione ed è una galassia visibile anche con un potente binocolo; possiede una forma lenticolare con una barra. Altre galassia sono visibili verso il confine meridionale e orientale, come la coppia formata da NGC 1399 e NGC 1404, o come NGC 1398, più a nord.
Nella costellazione è stato anche osservato uno degli ammassi di galassie più remoti dell'universo, il Campo ultra profondo di Hubble, che conta migliaia di galassie poste ad oltre 13 miliardi di anni luce.
| Principali oggetti non stellari |                                          |                                          |                     |             |                                        |              |
| Nome                            | Coordinate equatoriali all'epoca J2000.0 | Coordinate equatoriali all'epoca J2000.0 | Tipo                | Magnitudine | Dimensioni apparenti (in primi d'arco) | Nome proprio |
| Nome                            | AR                                       | Dec                                      | Tipo                | Magnitudine | Dimensioni apparenti (in primi d'arco) | Nome proprio |
| NGC 986                         | 02h 33m 34s                              | -39° 02′ 47″                             | Galassia            | 11,0        | 3,9 x 3,0                              |              |
| NGC 1097                        | 02h 46m 19s                              | -30° 16′ 28″                             | Galassia            | 9,4         | 9,3 x 6,3                              |              |
| NGC 1302                        | 03h 19m 51s                              | -26° 03′ 40″                             | Galassia            | 10,6        | 3,9 x 3,7                              |              |
| NGC 1316                        | 03h 22m 42s                              | -37° 12′ 30″                             | Galassia            | 8,5         | 12,0 x 8,5                             |              |
| NGC 1318                        | 03h 22m 44s                              | +37° 06′ 12″                             | Galassia            | 11,1        | 3,2 x 2,8                              |              |
| NGC 1326                        | 03h 23m 56s                              | -36° 27′ 53″                             | Galassia            | 10,5        | 3,9 x 2,9                              |              |
| NGC 1344                        | 03h 28m 20s                              | -30° 04′ 07″                             | Galassia            | 10,3        | 6,0 x 3,5                              |              |
| NGC 1350                        | 03h 31m 08s                              | -33° 37′ 44″                             | Galassia            | 10,7        | 5,2 x 2,8                              |              |
| NGC 1360                        | 03h 33m 15s                              | -25° 52′ 19″                             | Nebulosa planetaria | 9,4         | 11,0 x 7,5                             |              |
| NGC 1365                        | 03h 33m 36s                              | -36° 08′ 25″                             | Galassia            | 9,6         | 11,2 x 6,2                             |              |
| NGC 1367                        | 03h 35m 01s                              | -24° 56′ 02″                             | Galassia            | 10,8        | 9,0 x 6,0                              |              |
| NGC 1380                        | 03h 36m 27s                              | -34° 58′ 34″                             | Galassia            | 9,9         | 4,8 x 2,3                              |              |
| NGC 1385                        | 03h 37m 29s                              | -24° 30′ 07″                             | Galassia            | 11,1        | 3,4 x 2,0                              |              |
| NGC 1387                        | 03h 36m 57s                              | -35° 30′ 23″                             | Galassia            | 10,9        | 2,8 x 2,8                              |              |
| NGC 1398                        | 03h 38m 52s                              | -26° 20′ 12″                             | Galassia            | 9,8         | 7,1 x 5,4                              |              |
| NGC 1399                        | 03h 38m 29s                              | -35° 27′ 04″                             | Galassia            | 9,4         | 6,0 x 6,5                              |              |
| NGC 1404                        | 03h 38m 52s                              | -35° 35′ 35″                             | Galassia            | 10,2        | 3,3 x 3,0                              |              |
| NGC 1425                        | 03h 42m 11s                              | -29° 53′ 36″                             | Galassia            | 11,0        | 5,8 x 2,6                              |              |
| NGC 1427                        | 03h 42m 19s                              | -35° 23′ 36″                             | Galassia            | 11,1        | 3,6 x 2,5                              |              |

## Sistemi planetari
Nella Fornace sono stati scoperti tre sistemi planetari, tutti costituiti da un solo pianeta noto e in tutti i casi si tratterebbe di un gigante gassoso.
| Sistemi planetari |                                          |                                          |             |                      |                              |
| Nome del sistema  | Coordinate equatoriali all'epoca J2000.0 | Coordinate equatoriali all'epoca J2000.0 | Magnitudine | Tipo di stella       | Numero di pianeti confermati |
| Nome del sistema  | AR                                       | Dec                                      | Magnitudine | Tipo di stella       | Numero di pianeti confermati |
| λ2 Fornacis       | 02h 36m 59s                              | -34° 34′ 38″                             | 5,78        | Nana gialla          | 1 (b)                        |
| HD 20782          | 03h 20m 04s                              | -28° 51′ 15″                             | 4,60        | Nana gialla          | 1 (b)                        |
| HD 20868          | 03h 20m 43s                              | -33° 43′ 48″                             | 9,92        | Subgigante arancione | 1 (b)                        |